# Guennadi Sokolski
Pour les articles homonymes, voir Sokolski.
Guennadi Mikhaïovitch Sokolski (en russe : Генна́дий Миха́йлович Соко́льский), né le 1er décembre 1937 à Moscou et mort le 27 décembre 2014 dans la même ville, est un animateur, scénariste et réalisateur de film d'animation soviétique, puis, russe,.

## Biographie
Né le 1er décembre 1937 à Moscou. De 1959 à 1961, il suit des cours d'animation au studio de cinéma Soyuzmultfilm, puis, y commence sa carrière d'animateur avec L'histoire d'un crime réalisé par Fiodor Khitrouk.
A partir de 1969, il travaille de manière indépendante en tant que réalisateur. Il fait ses débuts dans le premier et légendaire numéro de l'anthologie Happy Merry-Go-Round, sous la direction artistique de Roman Kachanov. Dans cet almanach, Sokolski réalise un épisode dans lequel apparaissent pour la première fois les images du Loup et du Lièvre qui par la suite seront développés avec succès par le réalisateur Viatcheslav Kotionotchkine dans la série Attends un peu !.
Sokolski porte à l'écran un certain nombre de grands classiques de la littérature d'enfance - œuvres de Pavel Bajov, Boris Zakhoder, Vitali Bianchi, Otfried Preussler, Vytautė Žilinskaitė. En tant que réalisateur, il collabore également à la trilogie soviéto-japonaise (co-réalisateur Kenji Yoshida) Les Aventures de Lolo le petit pingouin d'après le scénario de Viktor Merejko.
Au milieu des années 1990, il s'éloigne progressivement de l'animation pour se concentrer sur le graphisme de livres.
Décédé le 27 décembre 2014 à Moscou, à l'âge de 78 ans, des suites d'une longue maladie, il est enterré au cimetière Piatnitskoïe.

## Filmographie

### Animateur
- 1962 : L'histoire d'un crime (История одного преступления) de Fiodor Khitrouk
- 1965 : La Bergère et le Ramoneur (ru) (Пастушка и трубочист) de Lev Atamanov
- 1968 : Film, film, film (Фильм, фильм, фильм) de Fiodor Khitrouk
- 1969 : Winnie l'ourson (Винни-Пух) de Fiodor Khitrouk
- 1971 : Winnie-Pooh est invité (Винни-Пух идёт в гости) de Fiodor Khitrouk
- 1972 : Winnie-Pooh et une journée de soucis (Винни-Пух и день забот) de Fiodor Khitrouk

### Réalisateur
- 1972 : Aimer les hommes (Любить человека) de Sergueï Guerassimov - réalisateur des séquences d'animation
- 1976 : Tari le petit oiseau (Птичка Тари)
- 1977 : Sabot d'argent (Серебряное копытце)
- 1978 : Pik le souriceau (Мышонок Пик)
- 1983 : Le Château des menteurs (Замок лгунов)
- 1991 : Une délicieuse petite sorcière (Маленькая колдунья)
- 1991 : Les Aventures de Lolo le petit pingouin (The Adventures of Lolo the Penguin) coréalisé avec Kenji Yoshida